# ويليام كوران دوسن
ويليام كوران دوسن هو سياسي أمريكي، ولد في 17 سبتمبر 1818، وتوفي في 11 يونيو 1893. انتخب عضو مجلس نواب ألاباما ‏.